# Good Morning America
Good Morning America (Доброе утро, Америка) — американское утреннее телевизионное шоу, которое транслируется на канале ABC (American Broadcasting Company). Программа появилась в эфире 3 ноября, 1975. В будние дни программа выходит в эфир с 7:00 до 9:00 утра во всех часовых поясах США. Good Morning America было самым популярным утренним шоу каждый год с лета 2012 года.

## Ведущие
- Робертс, Робин — с 2005 по н. в.
- Джордж Стефанопулос — с 2009 по н. в.
- Майкл Стрейхан — с 2016 по н. в.